# Atractus riveroi
Atractus riveroi este o specie de șerpi din genul Atractus, familia Colubridae, descrisă de Roze 1961. Conform Catalogue of Life specia Atractus riveroi nu are subspecii cunoscute.